# Serrara Fontana
Serrara Fontana – miejscowość i gmina we Włoszech, w regionie Kampania, w prowincji Neapol.
Według danych na rok 2004 gminę zamieszkiwało 3060 osób, 510 os./km².